# The Cornet
The Cornett (englisch für Das Kornett,  spanisch Cerro Corneta) ist ein rund 850 m hoher Berg auf Elephant Island im Archipel der Südlichen Shetlandinseln. Er ragt auf der Südseite des Pardo Ridge zwischen dem Muckle Bluff und The Stadium auf.
Teilnehmer der British Joint Services Expedition (1970–1971) verliehen ihm seinen deskriptiven Namen.